# Мішка (Біхор)
Мішка (рум. Mișca) — село у повіті Біхор в Румунії. Входить до складу комуни Кішлаз.
Село розташоване на відстані 432 км на північний захід від Бухареста, 33 км на північний схід від Ораді, 115 км на північний захід від Клуж-Напоки.

## Населення
За даними перепису населення 2002 року у селі проживала 1021 особа.
Національний склад населення села:
| Національність | Кількість осіб | Відсоток |
| -------------- | -------------- | -------- |
| угорці         | 1000           | 97,9%    |
| румуни         | 20             | 2,0%     |

Рідною мовою назвали:
| Мова      | Кількість осіб | Відсоток |
| --------- | -------------- | -------- |
| угорська  | 1003           | 98,2%    |
| румунська | 17             | 1,7%     |